# Apterium
Apterium – naga powierzchnia skóry ptaka, która nie jest porośnięta piórami albo porośnięta jest tylko piórami puchowymi lub półpuchowymi. Naga skóra najczęściej widoczna jest w okolicach nasady dzioba ptaka lub w okolicach oka. Pozostałe apteria pokryte są najczęściej chorągiewkami piór wyrastających na pteryliach.